# Lista de laboratórios de bioinformática do Brasil
Esta é uma lista de laboratórios de bioinformática no Brasil:
- «Pólo de Biologia Computacional e Sistemas- Fiocruz»

- «Universidade Estadual do Norte Fluminense»
  - «Laboratório do Prof. Thiago M. Venancio- UENF»

- «Centro APTA Citros "Sylvio Moreira" (IAC)»
  - «Laboratório de Bioinformática - Centro APTA Citros»

- «Centro de Pesquisas René Rachou - FIOCRUZ-MG (CPqRR)»
  - «Laboratório de Bioinformática do CPqRR - Dr. Guilherme Oliveira's Lab»
  - «CEBio - Centro de Excelência em Bioinformática»

- «Empresa Brasileira de Pesquisa Agropecuária (EMBRAPA)»
  - «Laboratório de Bioinformática Aplicada - Embrapa Informática Agropecuária»
  - «Laboratório de Bioinformática Estrutural - Embrapa Informática Agropecuária»
  - «Laboratório de Bioinformática - Embrapa Recursos Genéticos e Biotecnologia»
  - «Laboratório de Bioinformática e Genômica Animal - Embrapa Gado de Leite»
    - «Dr. Marcos Vinícius Gualberto Barbosa da Silva»
    - «Dr. Wagner Arbex»

- «Instituto Ludwig de Pesquisa sobre o Câncer (ILPC)»
  - «Laboratório de Biologia Computacional»

- «Laboratório Nacional de Computação Científica (LNCC)»
  - «Laboratório de Bioinformática do LNCC»

- «Nucleo de Genomica e Bioinformatica (NUGEN) - Universidade Estadual do Ceara (UECE)»
  - «Laboratório de Bioinformatica e Biologia Computacional, NUGEN/UECE»

- «Universidade de Brasília (UnB)»
  - «Laboratório de Bioinformática»

- «Universidade Estadual Paulista Campus de Jaboticabal (FCAVJ)»
  - «Laboratório de Bioquímica de Microrganismos e Plantas (LBMP)»

- «Universidade Estadual do Oeste do Paraná (UNIOESTE)»
  - «Laboratório de Bioinformática - LABI»

- «Universidade Estadual de Santa Cruz (UESC)»
  - «Núcleo de Biologia Computacional e Gestão de Informações Biotecnológicas da UESC»

- «Universidade Federal de Minas Gerais (UFMG)»
  - «Laboratório de Biodados»
  - «Laboratório de Bioinformática e Sistemas»

- «Universidade Federal do Pará (UFPA)»
  - «Laboratório de Genética Humana e Médica»

- «Bioinformática da UFPR»
- Centro de Pesquisas Gonçalo Moniz - Fiocruz - BA (CPqGM)
  - «Instituto de Biologia Molecular do Paraná - Curitiba-PR(IBMP)»
  - «Laboratório de Bioinformática e Biologia Computacional»

- «Laboratório de Bioinformática da UTFPR» (em português e inglês)

- «Universidade Federal da Bahia (UFBA)»
  - «Laboratório de Bioinformática e Ecologia Microbiana (BIOME)»

- «Universidade Federal do Rio Grande do Sul (UFRGS)»
  - «Núcleo de Bioinformática do Laboratório de Imunogenética»
  - «Grupo de Bioinformática Estrutural»
  - Structural Bioinformatics and Computational Biology Lab (em inglês)

- «Universidade Federal do Rio de Janeiro (UFRJ)»
  - «Laboratório de Biotecnologia Sustentável e Bioinformática Microbiana, IMPPG, (UFRJ)»
  - Laboratório de Bioinformática, Transcriptômica e Genômica Funcional (Bitfun) - Grupo do Professor Michael Sammeth (em inglês), Instituto de Biofísica Carlos Chagas Filho
  - «Laboratório Multidisciplinar Para Análise de Dados (LAMPADA), IBqM, (UFRJ)» (em português e inglês)

- «Universidade Federal de Viçosa (UFV)»
  - «Laboratório de Bioinformática do Bioagro»

- «Universidade de São Paulo (USP)»
  - «Laboratório de Bioinformática - LBI»
  - «Laboratório de Genética Molecular e Bioinformática»
  - «LabPIB - Laboratório de Processamento de Informação Biológica»

- «Universidade de São Paulo - Ribeirão Preto(USP)»
  - «Grupo de Bioinformática, Laboratório de Bioinformática - Departamento de Genética - Grupo do Prof. Wilson»
  - «Grupo de Bioinformática, Laboratório de Bioinformática - Departamento de Genética»
  - «Faculdade de Medicina de Ribeirão Preto»

- «Pontifícia Universidade Católica do Rio Grande do Sul (PUCRS)»
  - «Laboratório de Bioinformática, Modelagem e Simulação de Biossistemas (LABIO) - Grupo do Professor Dr. Osmar Norberto de Souza»